# Vahlberg
Vahlberg est une municipalité allemande située dans l’arrondissement de Wolfenbüttel et le land de Basse-Saxe.